# Centrum tradičních technologií Příbor
Centrum tradičních technologií Příbor, zkráceně CETRAT, je experimentální pracoviště a muzeum v Příboře v okrese Nový Jičín v budově bývalého piaristického kláštera. Městské muzeum v Příboře bylo založené roku 1912, od roku 1963 je pobočkou Muzea Novojičínska. Archaické a tradiční technologie zpracování přírodních materiálů se staly od roku 2020 hlavním zaměřením muzea, které původně pod názvem Muzeum a pamětní síň S. Freuda v Příboře návštěvníkům nabízelo expozici historie města Příbora, pamětní síň příborského rodáka Sigmunda Freuda a dva výstavní sály.
Sídlem muzea se stala historická budova, která byla koncem 17. století vystavěna pro potřeby piaristického kláštera a jimi vedené školy. Jedná se o největší budovu ve městě, kde koncem 19. století sídlil učitelský ústav.
Centrum se prioritně věnuje výzkumu a prezentaci zpracování přírodních materiálů v minulosti a výsledky své činnosti zprostředkovává široké veřejnosti prostřednictvím expozic, výstav, publikací a pravidelných akcí jako je například tvůrčí „Setkání betlémářů v Příboře“ či „ Den se starými technologiemi“. Pro návštěvníky je zpřístupněno malé interaktivní „experimentárium“, ve kterém se představují různé rukodělné techniky a animace archaických dovedností. Pořádá také programy určené pro školy zaměřené zejména na historický přístup lidí k přírodním surovinám a odpadovým materiálům.
Muzeum Novojičínska je příspěvkovou organizací Moravskoslezského kraje.

## Ocenění
Muzeum bylo oceněno v roce 2017 v národní soutěži muzeí Gloria musaealis v kategorii muzejní výstava roku 2016 a Českou národopisnou společností, která udělila příborské pobočce Muzea Novojičínska v roce 2013 1. cenu za realizaci výstav Kůra, lýko, choroše, tráva, kořeny, pařezy... a v roce 2018, 1. cenu za výstavu Vyrobeno v Tatře, ale tatrovka to není! Kolektiv pracovníků příborského muzea Česká národopisná společnost ocenila v roce 2017 čestnou cenu Pět rudých růží za významný přínos pro rozvoj oboru etnografie.

## Galerie

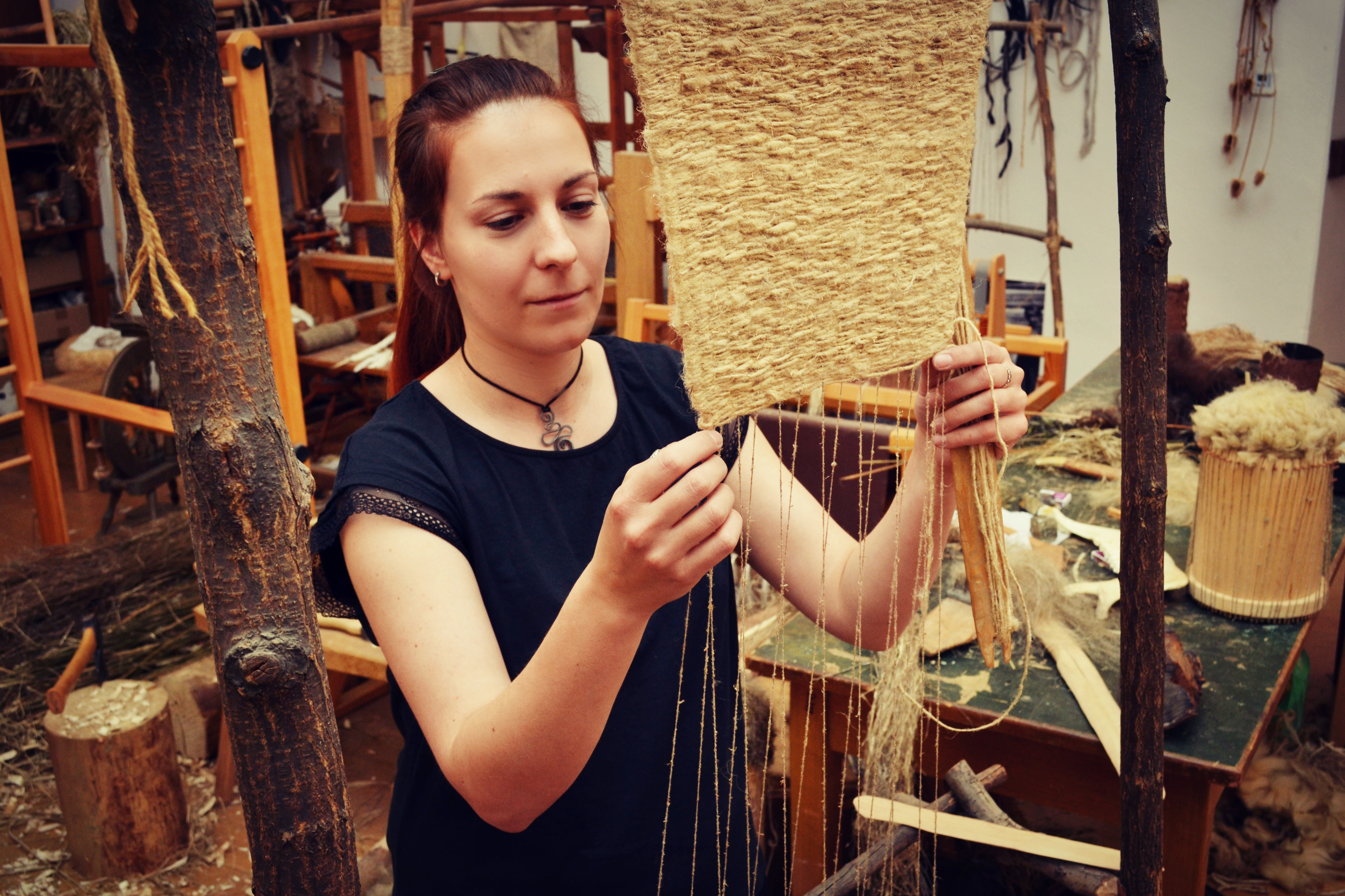
Experimentárium
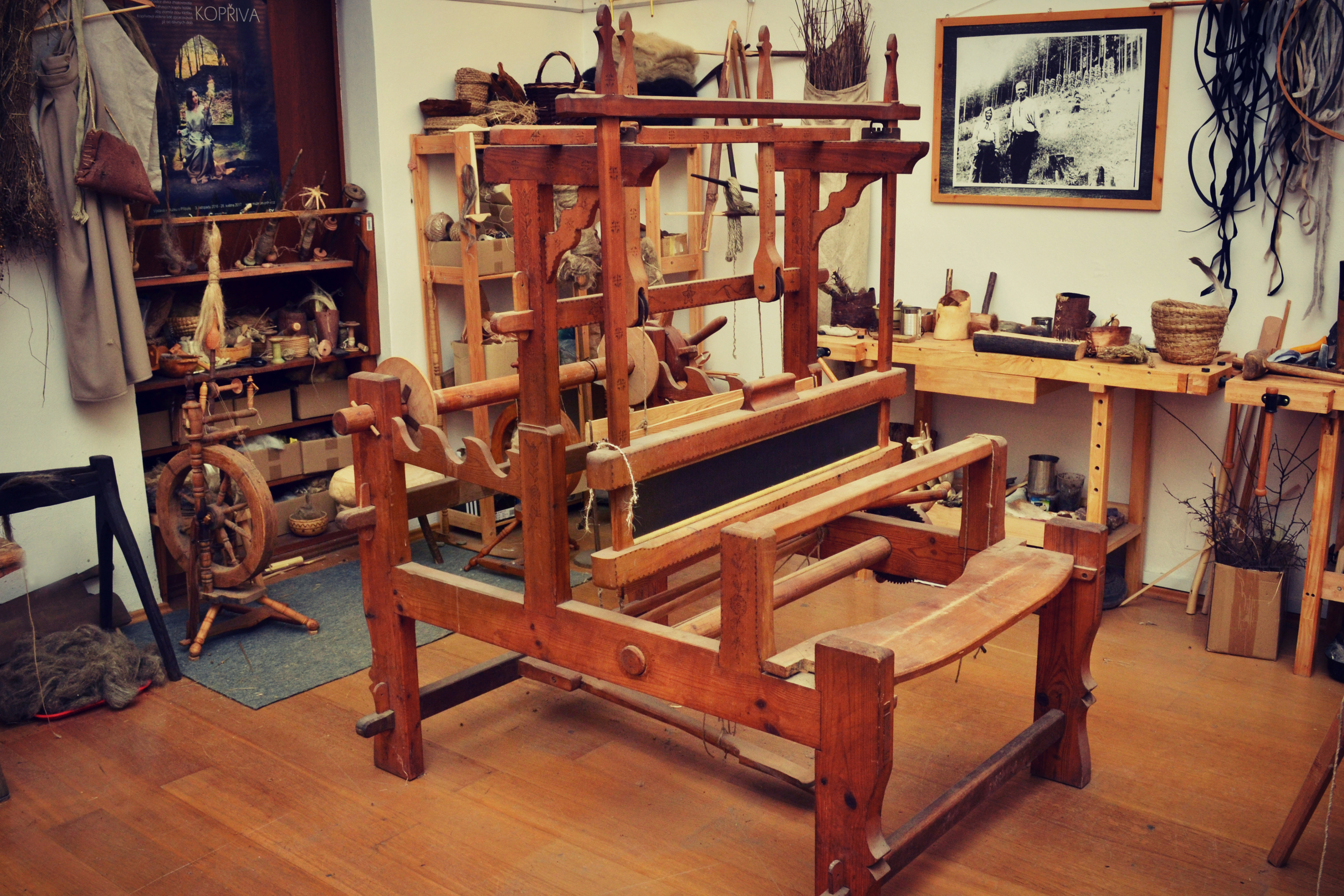
Tkalcovský stav v muzeu
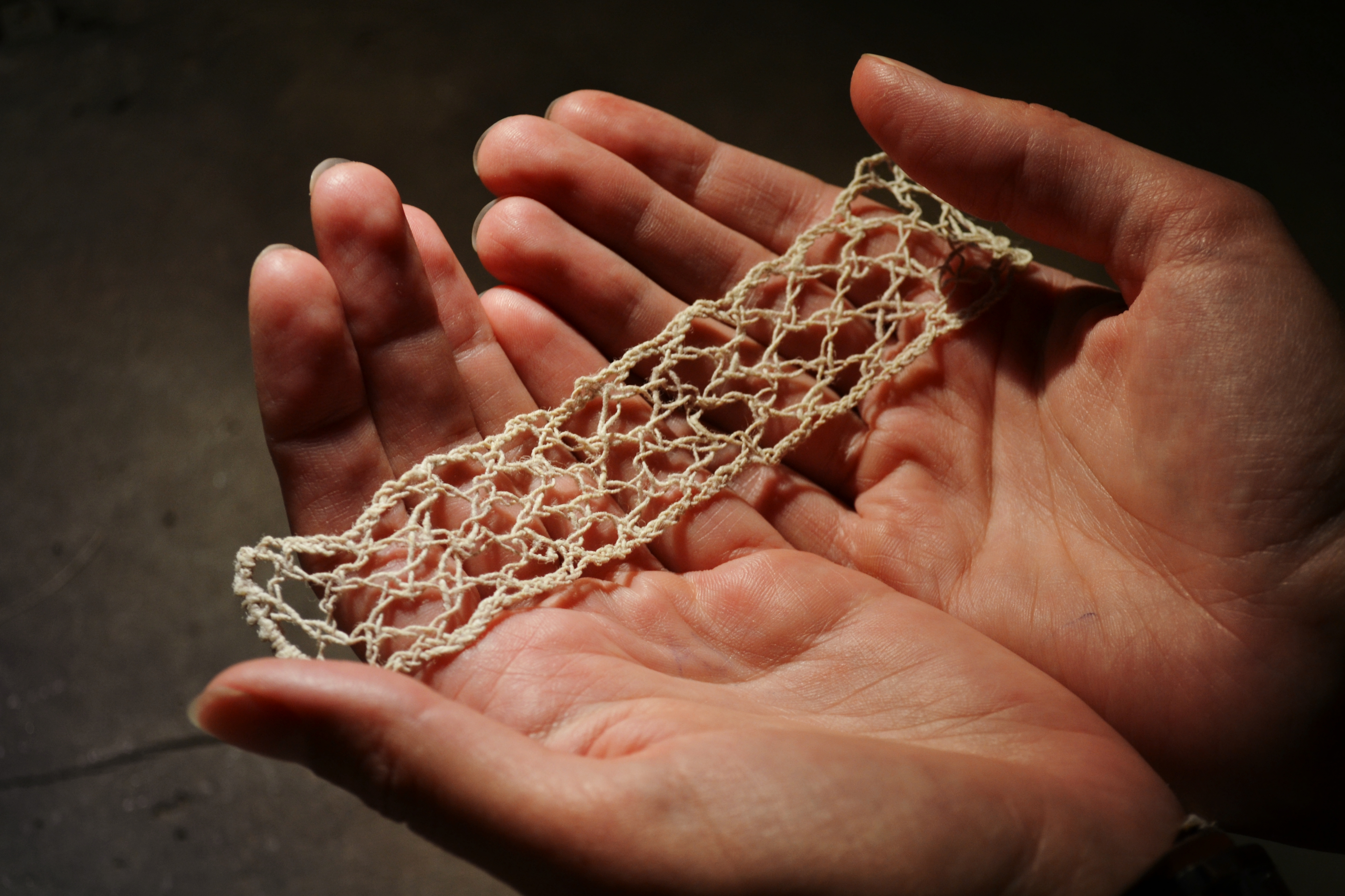